# Марфин, Павел Андреевич
Павел Андреевич Марфин — советский хозяйственный, государственный и политический деятель, Герой Социалистического Труда.

## Биография
Родился в 1924 году в селе Заборье. Член КПСС с 1944 года.
Участник Великой Отечественной войны. С 1946 года — на хозяйственной, общественной и политической работе. В 1946—1970 гг. — второй секретарь Клепиковского райкома ВЛКСМ, слушатель областной партийной школы, в аппарате Клепиковского райкома ВКП(б), на партийной работе в Солотчинском, Спасском и Ухоловском районах, первый секретарь Спасского райкома КПСС, первый секретарь Клепиковского райкома КПСС.
Указом Президиума Верховного Совета СССР от 8 января 1960 года присвоено звание Героя Социалистического Труда с вручением ордена Ленина и золотой медали «Серп и Молот».
Умер в Рязани в 1990 году.